# Marxisme littéraire
Le marxisme littéraire ou critique littéraire marxiste est un courant de la critique littéraire fondamentalement influencé par le matérialisme historique propre à la pensée marxiste.

## Présentation
La théorie de la critique littéraire marxiste se fonde sur, :
- le critère du déterminisme économique, l'œuvre reflétant des développements avancés ou régressifs dans la base économique ;
- le critère de vraisemblance, qui est concordant avec le code littéraire de son époque ;
- le critère des préférences personnelles, comme cela se reflète dans les œuvres de Shakespeare ou de Goethe, appartenant au canon littéraire de leur époque.

Le premier congrès des écrivains soviétiques, tenu en 1934, accepte le réalisme socialiste comme guide pour la création littéraire. 
Dans les statuts de l’Union des écrivains, le réalisme socialiste est formulé comme suit, :

« Le réalisme socialiste, méthode de la littérature et de la critique littéraire soviétiques, exige du véritable artiste la représentation historiquement concrète de la réalité dans son développement révolutionnaire. En même temps, la vérité et la concrétisation historique de la représentation artistique de la réalité doit être combinée avec l'objectif de remodelage idéologique et d'éducation la classe ouvrière dans l'esprit du socialisme »

Depuis l'optique du marxisme littéraire, l'art et la littérature sont des manifestations de la superstructure idéologique et, par conséquent, dans le réalisme socialiste, la littérature sera évaluée strictement en fonction de sa capacité à refléter la réalité. Cependant, dans cette critique marxiste du reflet on perçoit trois tendances : la plus stricte et mécanique, qui réduit l'écriture à la représentation fidèle du reflet expressif, qui tient en compte la capacité d'expression et de structure textuelle, suivie par György Lukács,, ainsi que celle adoptée par Lucien Goldmann avec une perspective plurielle qui contient la structure signifiante de l'œuvre, la vision du monde d'un groupe, les structures mentales, le groupe social et la structure sociale. Enfin, une troisième tendance est représentée par Louis Althusser et Pierre Macherey, qui ajoute la capacité de révélation idéologique de la littérature en tant que fiction et construction,.
Partant des postulats marxistes, Lukács considère la littérature comme une partie de la superstructure, laquelle doit refléter la véritable nature de la réalité et pose la question suivante : dans leur vision objective d'économie et d'idéologie, le système capitaliste et la société bourgeoise forment-ils une totalité cohérente, indépendante de la conscience ? À partir d'une recherche dans la littérature réaliste de modèles susceptibles de refléter les caractéristiques de la réalité, Lukács ne discute pas la qualité littéraire des productions de James Joyce, de John Dos Passos ou de l'expressionnisme allemand, mais plutôt les caractéristiques de la réalité que supposément elles reflètent,,. Selon Lukács, les écrivains naturalistes, symbolistes, expressionnistes et surréalistes font erreur car ils reflètent la réalité comme elle leur apparaît immédiatement ; ils mettent en exergue des moments isolés du système capitaliste, sa crise et son désordre, mais ils  demeurent superficiels en ce qui concerne l'essence profonde, la cohérence entre leurs expériences et la vie réelle de la société, ou les causes cachées de leurs expériences. Pour trouver un véritable reflet de la réalité comme un tout, il faut en revenir aux grands écrivains réalistes tels que Maxime Gorki et Heinrich Mann, qui ont su produire des types littéraires d'une valeur durable (Klim Samguine, le professeur Unrat (en)), des types dotés, « [...] de caractéristiques pérennes (...) qui, dans la mesure où ils représentent des tendances du développement objectif de la réalité, et même de l'humanité, devront être effectifs pendant une longue période de temps. Les écrivains réalistes qui ont créé de tels types sont la véritable avant-garde. Dans leurs regards sont décrites les tendances de tout le développement social. »
La structure du texte et la capacité d'expression deviennent des éléments fondamentaux de l'étude littéraire et développent l'idée de la « conscience de classe » prolétaire en menant une réflexion sur l'« aliénation capitaliste ». Le récit d'Honoré de Balzac est revendiqué par Lukács comme une représentation fidèle de la réalité, capable de capturer l'essence humaine et sociale d'une période historique.